# A cigányok királya
A cigányok királya (eredeti cím: King of the Gypsies) 1978-ban bemutatott amerikai filmdráma, melyet Frank Pierson írt és rendezett. A forgatókönyv alapjául Peter Maas 1975-ben megjelent, Steve Tene és cigány családjának történetét elmesélő A cigányok királya című könyve szolgált. A film zenéjét David Grisman komponálta, amelyben kiemelkedő szerepet vállalt a legendás jazz hegedűs, Stéphane Grappelli; mindkét férfi cigányzenészként is feltűnt a filmben. A főbb szerepekben Eric Roberts (elsőfilmes színészként), Sterling Hayden, Shelley Winters, Susan Sarandon, Brooke Shields, Annette O'Toole és Judd Hirsch látható.
Számos a filmben közreműködő technikai tanácsadó, mellékszereplő és statiszta cigány származású volt.
1978. december 20-án mutatták be a Paramount Pictures forgalmazásában.

## Cselekmény
Az 1960-as évek elejének New Yorkjában játszódó film a városban élő cigányok alvilági módszereivel és viharos életével foglalkozik. 
Királyuk, Zharko Stepanowicz a halálos ágyán átadta vezetői pozícióját azt az elfogadni nem akaró unokájának, Dave-nek. Bár Dave vonakodik, apja, Groffo nehezményezi, hogy nem őt nevezték ki vezetőnek, és megpróbálja megölni fiát. Groffo ravasz és temperamentumos, így erőszakkal és fenyegetésekkel arra készteti a klánt, foglaljanak állást a kérdésben. Végül ez komoly konfrontációhoz vezet a fiával. 
A film azzal a felvetéssel zárul, hogy Dave végre elfogadta örökségét, és mérlegelte annak lehetőségét, hogy a hagyományokhoz kötődő cigányság többi tagját a 20. századi szokások és életmód világába juttassa.

## Szereplők
| Szerep                      | Színész                         | Magyar hang     |
| --------------------------- | ------------------------------- | --------------- |
| Dave Stepanowicz            | Eric Roberts                    | Dányi Krisztián |
| Dave Stepanowicz            | Matthew Laborteaux (kamaszként) |                 |
| Zharko Stepanowicz király   | Sterling Hayden                 | Uri István      |
| Groffo Stepanowicz          | Judd Hirsch                     | Háda János      |
| Rachel Stepanowicz királyné | Shelley Winters                 | Andai Kati      |
| Rose Giorgio Stepanowicz    | Susan Sarandon                  | Orosz Helga     |
| Tita Stepanowicz            | Brooke Shields                  |                 |
| Tita Stepanowicz            | Danielle Brisebois (gyerekként) |                 |
| Sharon                      | Annette O’Toole                 | Czirják Csilla  |
| Persa                       | Annie Potts                     | Molnár Ilona    |
| Spiro Giorgio               | Michael V. Gazzo                | Kertész Péter   |
| Danitza Giorgio             | Antonia Rey                     |                 |

## Díjak és jelölések
Eric Roberts 1979-ben Golden Globe-jelölést szerzett az az év színész felfedezettje kategóriában.

## Fordítás
- Ez a szócikk részben vagy egészben  a   King of the Gypsies című angol Wikipédia-szócikk ezen változatának fordításán alapul.  Az eredeti cikk szerkesztőit annak laptörténete sorolja fel. Ez a jelzés csupán a megfogalmazás eredetét és a szerzői jogokat jelzi, nem szolgál a cikkben szereplő információk forrásmegjelöléseként.